# Concilio di Reims

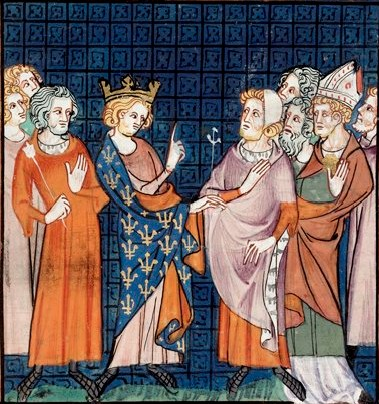
Il concilio del 991: a sinistra Gerberto di Aurillac e il re Ugo Capeto, di fronte, Arnolfo di Reims.

Concilio di Reims si riferisce a molti concili che nel corso della storia sono stati tenuti a Reims e cioè i concili degli anni 625, 813, 923, 991, 1015 1049, 1092, 1094, 1105, 1115, 1119, 1131, 1148, 1157, 1235, 1287, 1301, 1564 e 1584.

## Elenco dei concili di Reims
- 625[1]: esso comprese quarantun vescovi dipendenti dal re Clotario II[2] e lavorò alla redazione di venticinque canoni, tra i quali: nº 7, il diritto d'asilo nelle chiese[3]; nº 14, divieto di consultare gli augùri pagani; nº 17: divieto di perseguire persone libere per ridurle in servitù[4]; nº 25: i vescovi devono essere nominati dalla città ove risiederanno ed essere eletti dagli abitanti della città con l'approvazione degli altri vescovi della provincia[5].
- 991: 17 giugno[6]: il concilio reale nell'abbazia di Saint-Basle (attuale comune di Verzy, a 15 km S-E di Reims) fu convocato dal re Ugo Capeto. Esso fu segnato dall'opposizione tra il partito dei vescovi e quello dei monaci.  Il concilio destituì e fece imprigionare l'arcivescovo di Reims Arnolfo, che aveva agito contro il re, e lo sostituì con Gerberto d'Aurillac, con gran collera di papa Gregorio V.
- 993: presieduto da Gerberto, arcivescovo di Reims, futuro papa Silvestro II. Concilio dei vescovi della provincia di Reims contro coloro che avevano saccheggiato i beni della Chiesa di Reims o maltrattato il suo popolo[7].
- 995: seguito del concilio di Mousson. Il legato Leone rimproverò i vescovi che avevano deposto Arnolfo di Reims di averlo fatto senza il consenso del papa. Gerberto fu deposto a sua volta, Arnolfo riabilitato e quindi il legato tolse le sanzioni contro coloro che avevano deposto Arnolfo[7].
- 1015: i soli atti restanti di questo concilio sono quelli che confermano i privilegi dell'abbazia di Mouson[7].
- 1049: 3, 4 e 5 ottobre[8][9]: il concilio fu tenuto da papa Leone IX per rimediare a molti abusi nel quadro della riforma della Chiesa (simonia, nicolaismo, ecc.) e che seguiva quelli di Roma e di Pavia. Il papa venne, dietro iniziativa dell'abate Erimaro, all'Abbazia di Saint-Remi di Reims per consacrare la nuova chiesa. Il re Enrico III aveva convocato il primo e secondo livello del suo stato, ma non si presentarono che Frotland, vescovo di Senlis, e Guido di Châtillon, arcivescovo di Reims. Il concilio si tenne con venti vescovi, cinquanta abati e numerosi membri del clero tra i quali l'arcivescovo di Treviri, Eberardo, quello di Lione, Alinardo, e quello di Besançon, Ugo I di Salines, il vescovo di Porto di recente nomina, Giovanni[10] Sesnando[11]. Il concilio comminò delle sanzioni a Guglielmo il Conquistatore a causa del suo matrimonio con la cugina Matilde di Fiandra[12]. Così pure contro prelati: furono scomunicati l'arcivescovo di Sens, Gilduin de Joigny, e quello di San Giacomo in Galizia; il vescovo d'Iria Flavia a Compostela, Cresconio II, per aver affermato che la sua sede era apostolica; questa scomunica proveniva dall'aver negato la presenza del corpo dell'apostolo a Compostela[13], il vescovo di Beauvais, Drogone; quello di Amiens, Folco, per la sua assenza; l'abate dell'abbazia di San Medardo di Soissons. Fu deposto il vescovo di Langres Ugo di Breteuil, a seguito di un esposto del cardinale Pierre, bibliotecario e cancelliere della Chiesa Romana, i cui dettagli erano edificanti: simonia, omicidio, adulterio, sodomia, estorsione di fondi, tortura, violenza e tirannia (questo vescovo stava per accusare l'abate dell'abbazia dei santi Pietro e Paolo di Pothières dei medesimi misfatti in modo da non pagare l'imposta dovuta a san Pietro, cui apparteneva il suo monastero, accusa d'altro canto veridica), di continuare a celebrare i santi misteri quando era già ipso facto scomunicato. Questi tre principali fatti valsero la sua deposizione immediata.[14]. Egli fu difeso, su sua richiesta, dagli arcivescovi di Besançon (Ugo I di Salines) e di Lione (Alinardo), che fu suo metropolitano e prima suo diocesano. Pare che egli avesse riconosciuto di aver venduto delle ordinazioni. Tra le accuse quelle di un prete, originariamente laico e sposato, padre di famiglia, partito militare al servizio del re, al quale il vescovo avrebbe fatto rapire la moglie e poi l'avrebbe violentata e fatta chiudere in un convento. Un altro religioso l'accusò di averlo imprigionato, torturato e obbligato a versargli una somma in denaro.[15]. Ce ne fu anche per il vescovo di Nantes Budico per nepotismo e sodomia. Furono pronunciati dodici canoni contro l'usura, contro l'uso di portare armi da parte del clero, contro l'accesso a cariche ecclesiastiche senza elezioni preliminari, la protezione dei poveri[16]...
- Consacrazione della basilica di Saint-Remi di Reims, allora chiesa abbaziale dell'Abbazia di Saint-Remi di Reims, da parte di papa Leone IX[17].
- 1092: 20 marzo, il concilio obbligò Roberto I di Fiandra, conte di Fiandra, a rinunciare al diritto di saccheggio, in virtù del quale egli si era impadronito dell'eredità del clero.
- 1094: 18 settembre, Filippo I di Francia volle fare approvare in questo concilio il suo matrimonio con Bertrada di Montfort, che lui aveva rapito a Folco IV d'Angiò. Ivo di Chartres si rifiutò di assistere a un'assemblea presieduta dall'arcivescovo Renaud con la presenza di Filippo di Francia, Richier de Sens, Goffredo di Boulogne, Gautier de Meaux, Hugues de Soissons, Elinande de Laon, Ratbod de Noyon, Gervin d'Amiens, Lambert d'Arras e Ugo di Senlis, nella quale non avrebbe potuto esprimere il suo parere liberamente.
- 1115: 28 marzo, l'imperatore Enrico V fu scomunicato dal legato Conone. Presiedeva Conone di Preneste, legato, Raoul di Reims, Guglielmo di Châlons, Giovanni di Thérouanne, Roberto di Arras, Galone di Parigi, Thierry II di Orléans, Filippo di Troyes.
- 1119: 20 ottobre, il concilio si riunì per tentare di risolvere la lotta per le investiture. Fu presieduto da papa Callisto II, che aveva raccolto intorno a lui quindici arcivescovi, duecento vescovi e circa altrettanti abati; questo concilio durò fino al 30 ottobre. Luigi il Grosso vi assistette e vi portò denuncia contro Enrico I d'Inghilterra, che aveva invaso la Normandia. Il concilio emise numerosi decreti contro la simonia, le investiture date da laici e l'incontinenza del clero. Uno dei canoni vietava di chiedere denaro per il battesimo, l'olio santo, le sepolture o l'unzione degli ammalati. La tregua di Dio fu nuovamente proclamata, ma il concilio fallì nel tentativo di concludere la pace tra il papa e l'imperatore.
- 1128: 1º agosto, conferma delle decisioni del concilio di Arras, regole sulle vertenze. Presieduto da Matteo di Albano, legato, con la partecipazione degli arcivescovi di Reims e di Lens, e dei vescovi di Soissons, Meaux e Troyes e di Francone, vescovo di Parigi.
- 1131: 18 ottobre, scomunica dell'antipapa Anacleto II da parte di papa Innocenzo II. Interdizione dei tornei, tregua di Dio. Attorno a re Luigi VI e al papa si trovarono là tredici arcivescovi e duecentosessantatré vescovi.
- 1134: giudizio di Liétard, vescovo di Cambrai, presieduto da Renaud di Martigné con Bernardo di Chiaravalle e cinquanta vescovi.
- 1148: 22 marzo papa Eugenio III continuò la riforma di Gregorio VII. Éone dell'Étoile, condannato dal concilio, fu arrestato e sottoposto a tortura. L'opinione di Gilberto Porretano sull'essenza divina fu condannata e i suoi scritti distrutti. Il papa presiedette il concilio davanti a più di quattrocento vescovi.
- 1157: 26 ottobre, il concilio, presieduto dall'arcivescovo di Reims, Samson de Mauvoisin, definì una procedura repressiva per gli eretici.
- 1164: concilio presieduto da papa Alessandro III; ci si occupò dei soccorsi da fornire alla Terra Santa.